# Barahna
Genre
Barahna est un genre d'araignées aranéomorphes de la famille des Desidae.

## Distribution
Les espèces de ce genre sont endémiques d'Australie. Elles se rencontrent au Queensland, en Nouvelle-Galles du Sud et au Victoria.

## Liste des espèces
Selon World Spider Catalog (version 18.5, 16/11/2017) :
- Barahna booloumba Davies, 2003
- Barahna brooyar Davies, 2003
- Barahna glenelg Davies, 2003
- Barahna myall Davies, 2003
- Barahna scoria Davies, 2003
- Barahna taroom Davies, 2003
- Barahna toonumbar Davies, 2003
- Barahna yeppoon Davies, 2003

## Publication originale
- Davies, 2003 : Barahna, a new spider genus from eastern Australia (Araneae: Amaurobioidea). Memoirs of the Queensland Museum, vol. 49, no 1, p. 237-250 (texte intégral).